# Hrabauka
Hrabauka (biał. Грабаўка; ros. Грабовка, pol. hist. Grabówka) – wieś na Białorusi, w obwodzie homelskim, w rejonie homelskim, w sielsowiecie Hrabauka, nad Ciaruchą.
W pobliżu znajdują się przystanki kolejowe Hrabauka i Żurawinka położone na linii Homel - Czernihów.

## Historia
W XIX i w początkach XX w. położona była w Rosji, w guberni mohylewskiej, w powiecie homelskim. Następnie w granicach Związku Sowieckiego. Od 1991 w niepodległej Białorusi.